# هنی کیتلار
هنی کیتلار (انگلیسی: Hennie Keetelaar؛ ۲۳ ژانویه ۱۹۲۷ – ۲۸ ژانویه ۲۰۰۲ (aged 75)) ورزشکار واترپلو اهل پادشاهی هلند بود.
وی در مسابقات کشوری و بین‌المللی در مجموع برندهٔ ۱ مدال طلا، ۱ مدال برنز شده‌است.